# Tesserocerus
Tesserocerus är ett släkte av skalbaggar. Tesserocerus ingår i familjen vivlar.

## Dottertaxa tillTesserocerus, i alfabetisk ordning[1]
- Tesserocerus affinis
- Tesserocerus alternantes
- Tesserocerus appendiculatus
- Tesserocerus aubei
- Tesserocerus belti
- Tesserocerus bihamatus
- Tesserocerus bilobus
- Tesserocerus brasiliensis
- Tesserocerus chapuisi
- Tesserocerus contractus
- Tesserocerus dejeani
- Tesserocerus despectus
- Tesserocerus dewalquei
- Tesserocerus elegans
- Tesserocerus ericius
- Tesserocerus forceps
- Tesserocerus forcipatus
- Tesserocerus forficulus
- Tesserocerus fronteproductus
- Tesserocerus gebieni
- Tesserocerus guérini
- Tesserocerus inermis
- Tesserocerus insignis
- Tesserocerus linearis
- Tesserocerus montanus
- Tesserocerus morsi
- Tesserocerus mutilatus
- Tesserocerus obtusus
- Tesserocerus primus
- Tesserocerus procer
- Tesserocerus productus
- Tesserocerus quadridens
- Tesserocerus retusus
- Tesserocerus rudis
- Tesserocerus schmutzenhoferi
- Tesserocerus simulatus
- Tesserocerus spinax
- Tesserocerus spinolae
- Tesserocerus ustulatus